# Jardin des plantes Joséphine Baker
Le Jardin des plantes Joséphine Baker, autrefois dénommé  jardin des plantes de Grenoble, est un parc urbain, situé près du muséum d'histoire naturelle de Grenoble. Il est situé dans le quartier Hyper-centre (Grenoble), à proximité immédiate de l'hôtel de ville de Grenoble.

## Situation, accès et aménagement

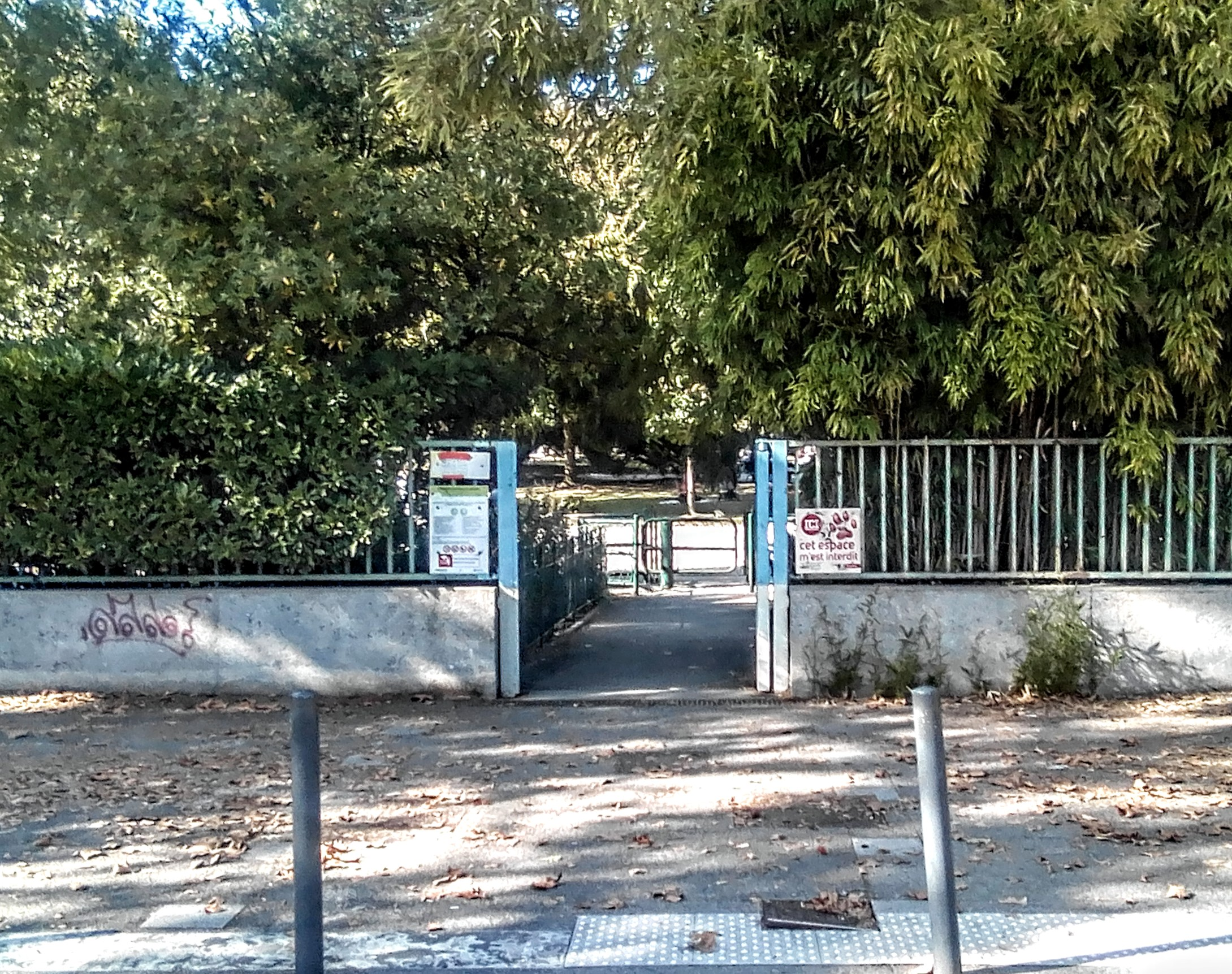
Entrée du jardin de Joséphine Baker depuis le boulevard Jean-Pain.

### Situation et accès
Le jardin des plantes Joséphine Baker, situé entre le boulevard Jean-Pain, la rue Haxo et la rue des Dauphins à Grenoble, est essentiellement accessible par la ligne C du tramway de Grenoble (station Hôtel de Ville) ainsi que par diverses lignes d'autobus dont la ligne Chrono C1. Il permet, en outre, une liaison piétonne entre le muséum d'histoire naturelle de Grenoble, situé dans son enceinte et l'hôtel de ville de Grenoble.

## Historique
En 1782, Grenoble accueillit son premier jardin botanique. Un nouveau jardin fut rétabli en 1842 dans un terrain acheté par la ville entre les rues Haxo et Joseph-Chanrion (puis la rue des Dauphins, à sa création).
En 1850, le jardin botanique exposait des lions en cage dont une lionne de Barbarie, née en Afrique en 1849 et restée jusqu’en 1856, année de son décès en mettant bas sa quatrième portée. En 2023, son corps, naturalisé est conservé dans la réserve de zoologie du Muséum.

## Description

### Aménagement et horaire

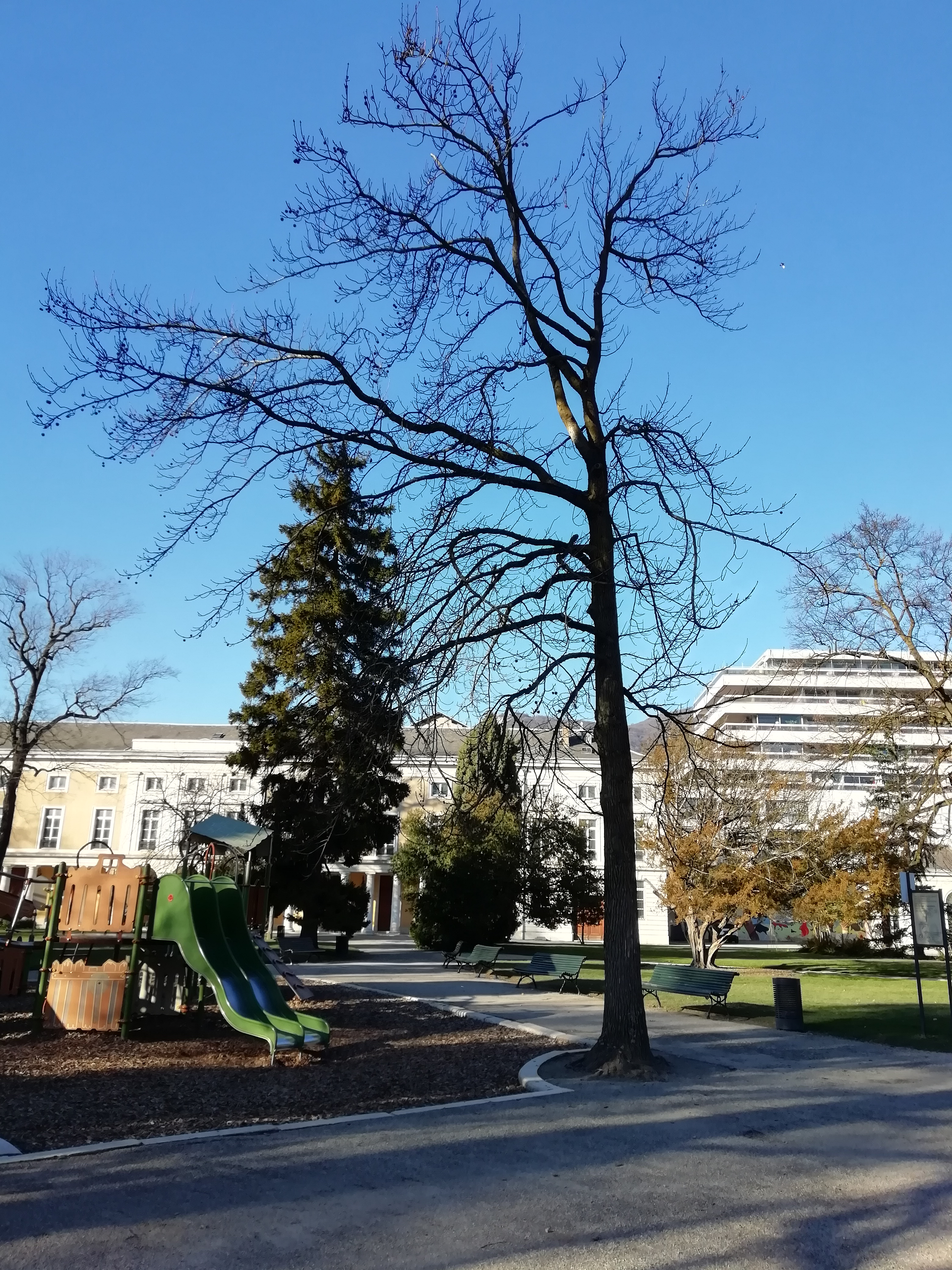
Le jardin et le muséum en arrière plan.

D’une superficie de 21 597 m2, ce jardin des plantes municipal se compose de deux parties distinctes séparées par un petit cours d’eau surplombé par un petit pont en béton.
Il est composé en deux parties principales :
- la partie ouest évoque l’organisation structurée et les allées géométriques du jardin à la française.
- la partie est rappelle le jardin romantique du XVIIIe siècle et présente quelques espèces d’arbres centenaires et des rocailles. Plus loin, se trouvent la roseraie, une serre botanique de 300 m2 abritant des plantes exotiques et un jardin d’hiver de 700m2[2].

#### Muséum d'histoire naturelle
Installé en 1845, le bâtiment muséum d'histoire naturelle de la ville est situé dans la partie nord du jardin et permet un passage couvert vers la rue Dolomieu.

#### Pont en béton
Ce modeste pont qui surplombe un cours d'eau artificiel, construit en 1855 par Louis Vicat et son fils Joseph Vicat est situé dans ce jardin. Ce petit ouvrage pont est l'un des premiers au monde en béton coulé.

#### Les serres botaniques
Le jardin héberge trois serres qui possèdent, chacune, un climat différent (aride, tropical, tempéré). Celles-ci contiennent des plantes qui, selon leurs origines, ont des usages qui combinent bien souvent un aspect médicinal, culturel, cultuel.
L’entrée publique se fait par la serre tropicale dans laquelle le visiteur peut découvrir plusieurs thématiques telles que des plantes alimentaires, carnivores, orchidées, broméliacées, passiflores, plantes à parfums et autres.

## Origine du nom

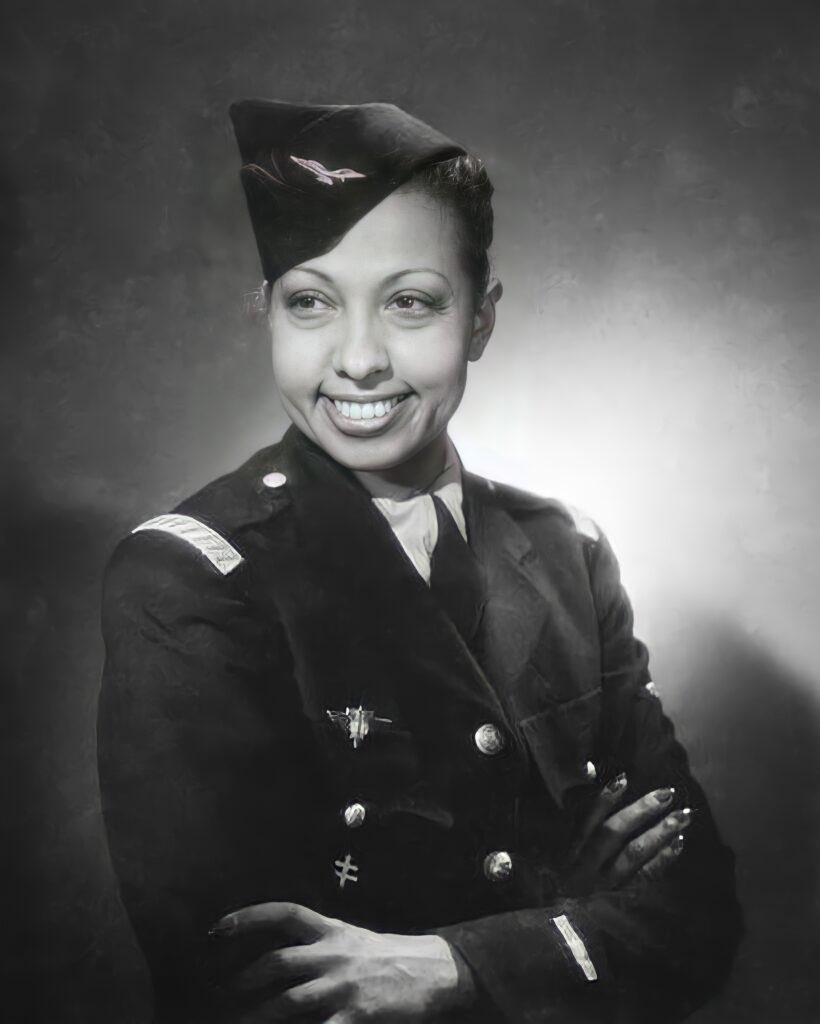
Joséphine Baker en 1948.

Le jardin des plantes Joséphine Baker est dédié à l'artiste Joséphine Baker, résistante française d’origine américaine (1906 - 1975), par décision du conseil municipal de Grenoble, le 18 mars 2022.